# Jaeger Hills
Die Jaeger Hills sind eine Gruppe von Hügeln und Nunatakkern an der Orville-Küste des westantarktischen Ellsworthlands. Sie ragen bis zu 1000 m hoch in nordost-südwestlicher Ausdehnung über eine Länge von rund 40 km zwischen dem Matthews-Gletscher und dem McCaw Ridge auf.
Der United States Geological Survey (USGS) kartierte die Gruppe anhand eigener Vermessungen und Luftaufnahmen der United States Navy aus den Jahren von 1961 bis 1967. Eine vom Geologen Peter Dewitt Rowley (* 1943) geleitete Mannschaft des USGS besuchte die Gruppe zwischen 1977 und 1978. Namensgeber ist James Walter Jaeger, Leiter der Navy-Flugstaffel VXE-6 zu dieser Zeit und Pilot einer LC-130 Hercules zur logistischen Unterstützung der Mannschaft.